# آرید

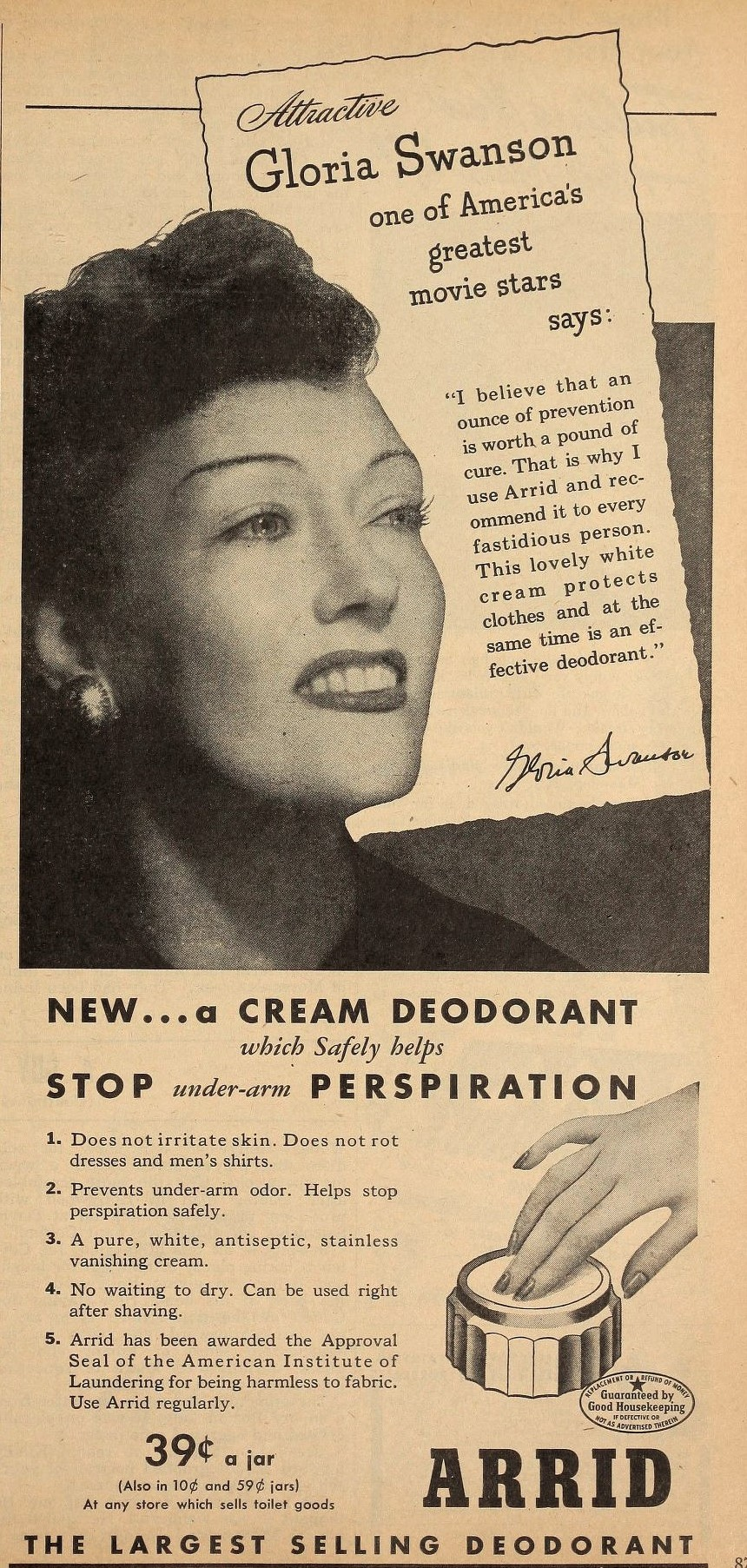
تبلیغ آرید

آرید (انگلیسی: Arrid) شرکت لوازم بهداشتی آمریکایی است، که در سال ۱۹۳۵ تأسیس شد.